# Esporte Clube Cruzeiro Arapiraca
Esporte Clube Cruzeiro Arapiraca, mais conhecido como Cruzeiro de Arapiraca ou simplesmente Cruzeiro Alagoano, é um clube brasileiro de futebol sediado na cidade de Arapiraca (Alagoas). Foi fundado no dia 28 de maio de 2019. Seu principal título é a Segunda Divisão Alagoana 2021.
O clube foi filiado em 2021 e oficializou sua participação na Segunda Divisão do Campeonato Alagoano onde mandou seus jogos no Estádio Coaracy da Mata Fonseca, que possuí capacidade para 12.000 espectadores.

## História

#### Primeira fundação
Em sua primeira fundação em 1983, o seu nome foi dado em homenagem ao tradicional Cruzeiro de Minas Gerais. O clube passou então a ser conhecido como Cruzeiro Alagoano. Em 1990 o clube conquistava seu primeiro título: o Torneio Início, ao bater o CSE de Palmeira dos Índios, por 1X1 e 3X1. No ano de 1991 participou pela primeira vez da primeira divisão Campeonato Alagoano. Já no ano seguinte o clube chegava entre os 4 primeiros do estadual.
Com a criação da Copa do Nordeste em 1994, o clube garantiu sua participação. Na fase de grupos conseguiu bons resultados fora de casa e conseguiu se classificar para as semifinais, onde acabou eliminado pelo CRB. O rebaixamento doloroso de 1996, o clube disputava pela última vez o Campeonato Alagoano ficando na 9ª. posição da classificação geral de 12 times - 4 rebaixados. Em 1997 o Cruzeiro não Participou do Campeonato Alagoano e paralisou as atividades.

#### A volta ao profissionalismo e os primeiros títulos
Em 2019 após 23 anos um novo Esporte Clube Cruzeiro foi fundado, com o projeto de alcançar a elite e disputar as principais competições a nível nacional.
Junto a isso também foi decidido que o novo clube terá o Urso como mascote.
O Cruzeiro de Arapiraca se tornar o sucessor do antigo Esporte Clube Cruzeiro.
Em 2021 o clube garantiu a volta aos gramados com participação no Campeonato Alagoano de Futebol de 2021 - Segunda Divisão, onde sagrou-se campeão ao vencer o Zumbi na final por 2 a 0 no agregado. Com o título, garantiu a vaga para disputar o Campeonato Alagoano de 2022.
Em 2022, conquistou seu segundo título oficial: a Copa Alagoas, vencendo  o Desportivo Aliança por 1 a 0 no Rei Pelé. Com o título, disputará a Série D de 2023, a Copa Alagoas de 2023 e o direito de jogar por uma vaga na Copa do Brasil contra o terceiro colocado do Alagoano.

## Títulos
| ESTADUAIS | ESTADUAIS       | ESTADUAIS | ESTADUAIS  |
|           | Competição      | Títulos   | Temporadas |
| --------- | --------------- | --------- | ---------- |
|           | Copa Alagoas    | 1         | 2022       |
|           | Segunda Divisão | 1         | 2021       |

## Participações
|  | Participações em 2024 |

| Competição                     | Temporadas | Melhor campanha | Estreia | Última | P | R |
| Campeonato Alagoano de Futebol | 3          | 6º lugar (2022) | 2022    | 2024   | – |   |
| Segunda Divisão                | 1          | Campeão (2021)  | 2021    | 2021   | 1 | – |
| Copa Alagoas                   | 1          | Campeão (2022)  | 2022    | 2022   |   |   |